# 1749
1749 (MDCCXLIX) fue un año común comenzado en miércoles según el calendario gregoriano.

## Acontecimientos
- 3 de enero: en Dinamarca sale a la calle el periódico danés Berlingske Tidende, decano de la prensa diaria universal.
- 12 de junio: en Roma y Ostia (Italia), un tornado (posiblemente con varios vórtices) deja un saldo de tres víctimas fatales.
- 23 de junio: en México, José Rafael Rodríguez Gallardo entregó el gobierno de la provincia de Sonora y Sinaloa al teniente coronel Ortiz de Parrilla.
- 26 de junio: Guillaume du Tillot se convierte en administrador general del ducado de Parma
- 30 de julio: Tiene comienzo en España la Gran Redada, conocida oficialmente como Prisión general de gitanos, proyecto ideado y dirigido por Zenón de Somodevilla, I Marqués de la Ensenada.
- 10 de octubre: Fernando VI estableció un catastro en Castilla, conocido como Catastro de Ensenada, con el objetivo de sustituir las rentas provinciales por una contribución única.
- 9 de noviembre: se da la Batalla de Penfui.
- 7 de diciembre: Fray Junípero Serra comienza con su labor misionera, tras 100 días desde que salió desde España y un día después de su llegada a Veracruz, México.

## Ciencia y tecnología
- Georges-Louis Leclerc de Buffon: Histoire naturelle hasta 1804.
- Jean Le Rond d'Alembert: desarrolla la primera solución analítica de la Precesión de los equinoccios

## Música
- Música para los reales fuegos de artificio de Georg Friedrich Haendel

## Nacimientos
- 29 de enero: Francisco Rousset de Jesús y Rosas, cuarto obispo de Sonora (f. 1814)
- 3 de marzo: Honoré Gabriel Riqueti, conde de Mirabeau, escritor y orador francés (f. 1791)
- 23 de marzo: Pierre Simon Laplace, matemático francés (f. 1827)
- 17 de mayo: Edward Jenner, médico inglés, inventor de la vacuna (f. 1823)
- 25 de mayo: Gregorio Funes, religioso y escritor argentino (f. 1829)
- 22 de agosto: Manuel Verdugo y Albiturría, Obispo Verdugo, religioso español (f. 1816)
- 28 de agosto: Johann Wolfgang von Goethe, escritor y científico alemán (f. 1832)
- 17 de noviembre: Nicolás Appert, inventor francés (f. 1841)
- 19 de septiembre: Jean Baptiste Joseph Delambre, matemático y astrónomo francés (f. 1822)

## Fallecimientos
- 7 de febrero: André Cardinal Destouches, compositor francés (n. 1672)
- 10 de septiembre: Émilie du Châtelet, matemática y física francesa (n. 1706)
- 23 de diciembre: Mark Catesby, naturalista inglés (n. 1683).